# Liste der Bodendenkmale in Aue-Bad Schlema
In der Liste der Bodendenkmale in Aue-Bad Schlema sind die Bodendenkmale der Stadt Aue-Bad Schlema und ihrer Ortsteile nach dem Stand der Auflistung von Volkmar Geupel aus dem Jahr 1983 aufgelistet. Eventuelle Änderungen und Ergänzungen, insbesondere aus der Zeit nach der Wende, sind nicht berücksichtigt, da für Sachsen aktuell keine neueren allgemein zugänglichen Bodendenkmallisten vorliegen. Die Baudenkmale sind in der Liste der Kulturdenkmale in Aue-Bad Schlema aufgeführt.
| Denkmal-ID | Fundart          | Ortsteil      | Bezeichnung                                                   | Zeitstellung | Lage                                                                                       | Bemerkungen | Bild |
| ---------- | ---------------- | ------------- | ------------------------------------------------------------- | ------------ | ------------------------------------------------------------------------------------------ | --- | ---- |
| ?          | Befestigung Burg | Alberoda      | Wasserburg „Edelhof“, „Edelmannsteich“, „Wallteich“           | Mittelalter  | Nordteil des Orts, Osthang des Alberodaer Bachs                                            | Niederungsburg, durch Wohnhaus überbaut, Graben als Böschung im Westen, Norden und Osten erhalten, Schutz seit 3. April 1959 |      |
| ?          | Befestigung Burg | Niederschlema | Wehranlage „Vogelherd“                                        | Mittelalter  | östlich von Wildbach auf der Spitze eines Bergsporns zwischen Wildbach und Zwickauer Mulde | Höhenburg in Spornlage, umlaufende Terrasse, Schutz seit 30. April 1969                                                      |      |
| ?          | Befestigung Burg | Wildbach      | Wehranlage „Isenburg“, „Raubschloss“, „Raubberg“, „Eisenberg“ | Mittelalter  | östlich des Orts auf einem Bergsporn zwischen Wildbach und Zwickauer Mulde                 | Höhenburg in Spornlage, Reste eines Rundturms mit Abschnittsgräben und Umfassungsmauer, Schutz seit 30. April 1969           |      |